# Garci López de Padilla (pierwszy)
Garci López de Padilla (pierwszy) – wielki mistrz zakonu Calatrava w latach 1296–1322.
Brał udział w licznych bitwach z Maurami. Jego oddziały walczyły pod Algeciras (1309) i Martos (1315). W 1319 r. brał udział w wyprawie infanta Piotra, wuja króla Alfonsa XI, wraz z mistrzami Santiago i Alcantary oraz arcybiskupami Toledo i Sewilli, przeciwko twierdzy de Peñas Negras (Tisercin), bronionej przez Mohameda Andóna. Twierdza poddała się po wyczynie rycerza Calatravy Pero Hidalgo, człowieka skromnej postury, który, zapewne za zgodą swojego mistrza, wspiął się nocą po stromych skałach na zamkowe mury i pokonał 10 strażników muzułmańskich, wywołując tym przerażenie u oblężonych Maurów.
Między 1320 a 1335 r. zmagał się buntem części braci, na czele których stał Juan Núñez de Prado, który w 1322 r. ogłosił się prawowitym wielkim mistrzem. Schizma ta wywołała interwencję opata Morimond, duchowego opiekuna zakonu, i zmianę statutów zakonnych.